# Luce stanca
La luce stanca (o effetto luce stanca) è una teoria cosmologica e astrofisica di tipo non standard, proposta da Fritz Zwicky sulla base delle teorie di Albert Einstein, per riconciliare l'ipotesi di un universo statico con l'osservazione dell'espansione dell'universo. Quest'ultima ipotesi venne dedotta, per le galassie, dall'osservazione dello spostamento verso il rosso cosmologico proporzionalmente alla distanza (legge di Hubble), e venne proposta nel 1929 come possibile spiegazione alternativa al Big Bang, accanto all'effetto Doppler. 

## Teoria
L'equazione di campo di Einstein, come in molte cosmologie non standard, diverge nella soluzione da quella della metrica di Friedmann-Lemaître-Robertson-Walker.
Il termine luce stanca è stato inventato da Richard Tolman, un'interpretazione alternativa a Georges Lemaître e Edwin Hubble dello spostamento verso il rosso cosmologico. Lemaître e Hubble credettero che lo spostamento fosse provocato dall'aumento della lunghezza d'onda durante il viaggio della luce nello spazio in espansione. Fritz Zwicky riteneva che lo spostamento verso il rosso cosmologico era causato da fotoni che perdono gradatamente energia con l'aumentare della distanza, probabilmente a causa della resistenza ai campi gravitazionali presenti tra la sorgente ed il rilevatore.
Einstein aveva formulato l'ipotesi che la luce potesse, per una ragione non precisata, perdere dell'energia proporzionalmente alla distanza percorsa, da cui deriva il termine luce stanca. Se per un singolo fotone la luce stanca è indistinguibile dall'ipotesi di espansione dell'universo, la teoria fa previsioni differenti in determinati contesti. In particolare, una distribuzione di fotoni che presentano uno spettro di corpo nero conserva, anche se non è all'equilibrio termico, uno spettro di corpo nero a seguito dell'espansione dell'universo, con una temperatura che decresce nel tempo. Nel caso della luce stanca tradizionale, lo spettro di corpo nero si distorce nel corso del tempo.
Una spiegazione tradizionale di questo effetto è stata quella di attribuire un attrito dinamico ai fotoni; le interazioni gravitazionali dei fotoni con le stelle e con altra materia riducono progressivamente il loro momento, producendo così un redshift. Tra le proposte che spiegavano come i fotoni potevano perdere energia, c'era la dispersione della luce da parte di materiale in un processo simile a quello osservato dell'arrossamento interstellare. Tuttavia, tutti questi processi tenderebbero ad offuscare anche le immagini di oggetti lontani, anche se simili sfocature non sono state rilevate, inoltre è stato dimostrato che l'attrito dinamico è del tutto trascurabile per particelle che si muovono a velocità relativistiche.
La luce stanca tradizionale è stata ritenuta incompatibile con la rilevata dilatazione del tempo in associazione con il redshift cosmologico. In discussioni di astronomia o cosmologia, questa idea è per lo più ricordata come una falsa spiegazione della legge di Hubble.
Uno dei sostenitori iniziali della luce stanca (e in parte della teoria dello stato stazionario), Halton Arp, spiegò che il redshift era dovuto anche all'età dell'oggetto (redshift intrinseco), non all'espansione.

## Critici

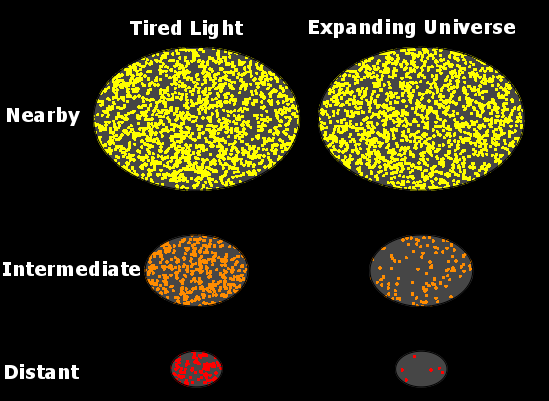
Il test di luminosità superficiale di Tolman esclude la spiegazione della luce stanca per il redshift cosmologico.

La radiazione cosmica di fondo rappresenta l'insieme dei fotoni generati della fase densa e calda che ha conosciuto l'universo primordiale. Essi non interagiscono con la materia, a causa della sua densità estremamente bassa. L'intervallo di tempo tra due incontri successivi è superiore all'età dell'universo. Da questo fatto, questi fotoni possono essere considerati come non aventi alcuna interazione col resto dell'universo. La radiazione cosmica di fondo possedeva uno spettro di corpo nero in passato per il fatto che era, mentre l'universo era molto denso e molto caldo, in interazione con la materia. Successivamente, queste interazioni sono cessate, circa 380 000 anni dopo il Big Bang (epoca detta della ricombinazione). Le osservazioni odierne ci dicono che la radiazione cosmica di fondo possiede ancora uno spettro di corpo nero (si tratta del corpo nero noto più vicino a quello ideale). Questa osservazione sperimentale, stabilita all'inizio degli anni novanta mediante il satellite COBE, ha valso il Premio Nobel per la fisica 2006 ai responsabili dello strumento FIRAS, John Cromwell Mather e George Fitzgerald Smoot, avendo permesso di stabilire questo risultato, e prova l'infondatezza del modello tradizionale della luce stanca.
L'astrofisico Ned Wright ha pubblicato (2005) un articolo on-line sugli errori nel modello tradizionale della luce stanca.

## Modelli più recenti

### Scale Expanding Cosmos
La teoria del cosmo in espansione scalare ("Scale Expanding Cosmos"), SEC (noto anche come Expanding Spacetime Theory, EST, "teoria dello spaziotempo in espansione"), è un modello di cosmologia non standard sviluppato dal fisico, ingegnere e imprenditore svedese-americano Johan Masreliez ed esposto nel 2005. Il fattore di scala del modello SEC dà un meccanismo spostamento verso il rosso causato da luce stanca con dilatazione del tempo.

### Modello CCC+TL
Un modello alternativo di luce stanca, proposto in seguito al posto del modello standard (detto modello Lambda-CDM, cioè "modello a costante cosmologica e materia oscura fredda"), è chiamato modello CCC+TL (cioè Covarying Coupling Constants + Tired Light, "costante di accoppiamento covariante e luce stanca"). Secondo esso l'universo avrebbe quasi il doppio dell'età calcolata attualmente (13,7 miliardi di anni, quindi 26,7 miliardi circa), ed è stato proposto in via teorica sulla base di osservazioni effettuate dal telescopio spaziale James Webb nel 2023, che mostrano oggetti apparentemente troppo massicci e antichi per essersi formati circa 13 miliardi di anni fa. L'autore della teoria è il fisico indiano dell'Università di Ottawa Rajendra P. Gupta, che l'ha esposta sulle pubblicazioni della Royal Astronomical Society. La sigla CCC non va confusa con l'omonima sigla che indica la cosmologia ciclica conforme, il modello cosmologico ciclico di Roger Penrose.
Nel modello CCC+TL la costante di Planck, la costante gravitazionale e la velocità della luce sono considerate variabili nel tempo. Il principale problema del modello di luce stanca, compreso questo, pur in accordo con le osservazioni di Webb, è che non prevede la radiazione cosmica di fondo o ne altera le caratteristiche, oltre a modificare profondamente le costanti fisiche del modello condiviso, e avendo alcune falle teoriche e osservative già evidenziate nelle teorie di Zwicky. Gupta risolve matematicamente il problema della radiazione cosmica e delle costanti applicando una correzione basata su una teoria di Paul Dirac, l'evoluzione delle costanti di disaccoppiamento; questa soluzione matematica è chiamata costanti di disaccoppiamento variabili. Lo spostamento verso il rosso delle galassie e stelle primordiali sarebbe quindi un ibrido tra fenomeno cosmologico, dovuto a effetto Doppler, causato dalla recessione delle galassie come nella legge di Hubble (per effetto dell'espansione metrica dello spazio), combinato con alcuni redshift anomali in certi quasar e specialmente con il fenomeno della luce stanca per la perdita dei fotoni, per cui, inflazione cosmica a parte, l'universo sarebbe molto più vecchio pur apparendo più giovane nel modello standard. Come i precedenti modelli di luce stanca, non gode di un ampio consenso scientifico, e la maggioranza dei fisici teorici ritengono che le discrepanze siano causate da errori di calibrazione di Webb o meccanismi di formazione poco chiari, per cui le galassie sarebbero molto antiche (come la cosiddetta "stella Matusalemme") ma compatibili con l'età stimata dell'universo secondo il modello Lambda-CDM.